# Блакседейк
Блакседейк (нід. Blaaksedijk) — селище в нідерландській провінції Південна Голландія. Входить до муніципалітету Гуксе-Вард. Наразі у селищі нараховується близько 350 будинків.